# واریون، ویکتوریا
واریون (به انگلیسی: Warrion) یک شهرک در استرالیا است که در ویکتوریا (استرالیا) واقع شده‌است.